# حفرية كي إن إم إي آر 1805

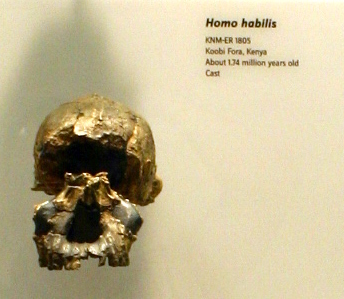

إن حفرية كي إن إم إي آر 1805هي رقم المقياس الذي اصطلح على عددٍ من أحفورات الجمجمة التي تعود إلى الإنسان الماهر. اكتُشفت هذه الحفرية في Koobi Fora في كينيا عام 1974. وتشير هذه التسمية إلى العينة 1805، والتي جُمعت من الشاطئ الشرقي لبحيرة رودولف (والتي تُدعى حالياً بحيرة توركانا)، وحُفظت في المتاحف الوطنية الكينية. كما يُقدر عمر هذه الحفرية بـ 1.74 مليون سنة.
أصبحت هذه الحفرية محط جدلٍ واسع من ناحية التصنيف، وذلك بسبب عدم اكتمال الأجزاء المكتشفة. حيث اعتبرت في البداية أنها تعود إلى الإنسان المنتصب نتيجة بروز الوجه وشكل القحف، لكنها تُصنف الآن من بقايا الإنسان الماهر. وتبلغ سعة دماغ هذه الحفرية نحو 582 سم مكعب.